# Польова Ганна Михайлівна
Польова́ Га́нна Миха́йлівна (21 березня 1928, містечко Мондер, Альберта — 27 вересня 1999, Ванкувер) — українська канадійська письменниця.

## Життєпис
З 1960 року — голова Товариства об'єднаних українських канадійців провінції Британська Колумбія. 1974 — член дитячого відділу канадського парламенту. 1975 — голова провінційного відділу товариства «Канада — СРСР». Професор університету Британської Колумбії в місті Ванкувер — 1976. З 1980 року є організатором «Шевченківських читань» в університетах Канади.
Є авторкою книжок:
- про Т. Г. Шевченка англійською мовою «Малий Тарас» − 1961,
- «Весь світ — моє село» 1964, у співавторстві — з М. Сетом.

Разом з Сетом підготувала та прочитала для запису на грамплатівку монтаж «Малий Тарас».
Її перу належить ряд статей про Т. Г. Шевченка та репортажів про подорожі в УРСР й зустрічі з українськими письменниками.